# Springbok (miasto)
Springbok – miasto, zamieszkane przez 12 790 ludzi (2011), w Republice Południowej Afryki, w Prowincji Przylądkowej Północnej.
Miasto jest ośrodkiem wydobycia miedzi.